# Лапа
Лапа — ступня либо вся конечность у некоторых млекопитающих. Лапа, в противоположность копыту, является, в основном, мягким окончанием конечности. Передние и задние лапы соответствуют рукам и ногам, соответственно, у высших приматов и людей. Основное предназначение лап — передвижение.

## Общие характеристики
Основной признак лапы — это наличие мягких кожистых образований, называемых подушечками. Центральная из них имеет больший размер и сердцеобразную форму, она прикрепляется к пястью (в случае с передними лапами) или к плюсне (на задних лапах). Остальные подушечки находятся на пальцах, обычно их четыре, но бывают и пять, у медведей, и шесть, у больших панд. Как правило, подушечки лап покрыты плотной безволосой кожей, для сопротивления изнашиваемости из-за ходьбы. Но вот у красной панды подушечки покрыты шерстью, что помогает в холодном климате.

## Лапы в природе
Обычно лапами называют стопы представителей медвежьих, собачьих, кошачьих, куньих и грызунов.
Конечности высших приматов являются руками и ногами.

## Использование в языке
Существует фразеологизм «писать, как курица лапой», который означает писать неразборчиво, неряшливо. При этом надо помнить, что с формальной точки зрения у курицы ноги, а не лапы.
В русском языке существует довольно большое число фразеологизмов вроде «взять на лапу», «волосатая лапа», «дать лапу» и другие, где слово «лапа» используется в отношении человеческой руки. Все они (за исключением нейтрально-положительного «дать лапу») имеют негативное значение. Скорее всего, это связано с указанием на грубость или противопоставление инстинктивного «животного» разумному «человеческому».